# UCI ProSeries 2024
UCI ProSeries 2024 er den femte udgave af UCI ProSeries. Den indeholder cykelløb på næsthøjeste niveau, lige under UCI World Tour og lige over løbene i UCI Continental Circuits. Der skal afvikles 55 løb, hvor 33 er endagsløb og 22 er etapeløb. 49 køres i Europa, fem i Asien og ét i USA. Første løb var Volta a la Comunitat Valenciana der blev kørt fra den 31. januar, og løbsserien afsluttes med Veneto Classic og Japan Cup den 20. oktober.

## Hold
De hold der kan deltage i de forskellige løb, afhænger af deres licens.
| Kategori          | Hold |
| ----------------- | --- |
| 1.Pro (Éndagsløb) | * UCI WorldTeam (max 70 %) * UCI ProTeam * Kontinentalhold (nationale) * Kontinentalhold (udenlandske) (max 2) * Landshold |
| 2.Pro (Etapeløb)  | * UCI WorldTeam (max 70 %) * UCI ProTeam * Kontinentalhold (nationale) * Kontinentalhold (udenlandske) (max 2) * Landshold |

### WorldTeams
| UCI WorldTeams (18)- Alpecin-Deceuninck - Arkéa-B&B Hotels - Astana Qazaqstan Team - Bahrain Victorious - Bora-Hansgrohe - Cofidis - Decathlon-AG2R La Mondiale - EF Education-EasyPost - Groupama-FDJ - Ineos Grenadiers - Intermarché-Wanty - Lidl-Trek - Movistar Team - Soudal Quick-Step - Team dsm-firmenich PostNL - Team Jayco AlUla - Team Visma \| Lease a Bike - UAE Team Emirates |
| |

### ProTeams
| UCI ProTeams (17)- Bingoal WB - Burgos-BH - Caja Rural-Seguros RGA - Corratec-Vini Fantini - Equipo Kern Pharma - Euskaltel-Euskadi - Israel-Premier Tech - Lotto Dstny - Polti Kometa - Q36.5 Pro Cycling Team - TDT-Unibet - Team Flanders-Baloise - Team Novo Nordisk - TotalEnergies - Tudor Pro Cycling Team - Uno-X Mobility - VF Group-Bardiani CSF-Faizané |
| |

## Danske ryttere
I 2024 er der 17 danske ryttere fordelt på seks ProTeams. Blandt de seks hold er Lotto Dstny og Israel-Premier Tech garanteret en plads til samtlige løb i UCI World Tour 2024, mens Uno-X Mobility er inviteret med til alle éndagsløb på kalenderen. Dette er på grund af at de tre hold endte som de tre øverste ProTeams på UCI World Ranking 2023. Ingen hold, modsat World Touren, er garanteret en plads til de enkelte løb på UCI ProSeries. Her er det kun den lokale løbsarrangør der bestemmer hvilke hold der må deltage.  
| Hold                    | Rytter                | Hold              | Rytter                   |
| ----------------------- | --------------------- | ----------------- | ------------------------ |
| Bingoal WB              | Alexander Salby       | Tudor Pro Cycling | Alexander Kamp           |
| Israel-Premier Tech     | Jakob Fuglsang        | Tudor Pro Cycling | Sebastian Kolze Changizi |
| Israel-Premier Tech     | Mads Würtz Schmidt    | Uno-X Mobility    | Louis Bendixen           |
| Lotto Dstny             | Andreas Kron          | Uno-X Mobility    | William Blume Levy       |
| Lotto Dstny             | Jonas Gregaard        | Uno-X Mobility    | Carl-Frederik Bévort     |
| TDT-Unibet Cycling Team | Nicklas Amdi Pedersen | Uno-X Mobility    | Magnus Cort              |
| TDT-Unibet Cycling Team | Andreas Stokbro       | Uno-X Mobility    | Niklas Larsen            |
| TDT-Unibet Cycling Team | Sebastian Nielsen     | Uno-X Mobility    | Marcus Sander Hansen     |
|                         |                       | Uno-X Mobility    | Rasmus Bøgh Wallin       |

### Danske sejre
| Danske sejre på UCI ProSeries 2024 |                                        |        |               |                      |                           |
| #                                  | Løb                                    | Klasse | Dato          | Rytter               | Hold                      |
| 1                                  | 4. etape af Tyrkiet Rundt              | 2.Pro  | 24. april     | Tobias Lund Andresen | Team DSM-Firmenich PostNL |
| 2                                  | 5. etape af Tyrkiet Rundt              | 2.Pro  | 25. april     | Tobias Lund Andresen | Team DSM-Firmenich PostNL |
| 3                                  | 7. etape af Tyrkiet Rundt              | 2.Pro  | 27. april     | Tobias Lund Andresen | Team DSM-Firmenich PostNL |
| 4                                  | 4. etape af Arctic Race of Norway      | 2.Pro  | 7. august     | Magnus Cort          | Uno-X Mobility            |
| 5                                  | Samlet vinder af Arctic Race of Norway | 2.Pro  | 7. august     | Magnus Cort          | Uno-X Mobility            |
| 6                                  | 2. etape af PostNord Danmark Rundt     | 2.Pro  | 15. august    | Magnus Cort          | Uno-X Mobility            |
| 7                                  | 3. etape af PostNord Danmark Rundt     | 2.Pro  | 16. august    | Tobias Lund Andresen | Team DSM-Firmenich PostNL |
| 8                                  | 2. etape af Deutschland Tour           | 2.Pro  | 23. august    | Mads Pedersen        | Lidl-Trek                 |
| 9                                  | 4. etape af Deutschland Tour           | 2.Pro  | 25. august    | Mads Pedersen        | Lidl-Trek                 |
| 10                                 | Samlet vinder af Deutschland Tour      | 2.Pro  | 25. august    | Mads Pedersen        | Lidl-Trek                 |
| 11                                 | 2. etape af Luxembourg Rundt           | 2.Pro  | 19. september | Mads Pedersen        | Lidl-Trek                 |

### Andre konkurrencer
| Andre konkurrencer vundet af danskere på UCI ProSeries 2024 |                                           |           |                      |                           |
| #                                                           | Løb                                       | Dato      | Rytter               | Hold                      |
| 1                                                           | Pointkonkurrencen i Tyrkiet Rundt         | 28. april | Tobias Lund Andresen | Team DSM-Firmenich PostNL |
| 2                                                           | Pointkonkurrencen i Arctic Race of Norway | 7. august | Magnus Cort          | Uno-X Mobility            |

## Løbene
| Løb                                            | Dato                       | Vinder                         | Andenplads                   | Tredjeplads                      |
| ---------------------------------------------- | -------------------------- | ------------------------------ | ---------------------------- | -------------------------------- |
| Volta a la Comunitat Valenciana                | 31. januar – 4. februar    | Brandon McNulty (USA)          | Santiago Buitrago (COL)      | Aleksandr Vlasov (RUS)           |
| Figueira Champions Classic                     | 10. februar                | Remco Evenepoel (BEL)          | Vito Braet (BEL)             | Simone Velasco (ITA)             |
| Tour of Oman                                   | 10.–14. februar            | Adam Yates (GBR)               | Jan Hirt (CZE)               | Finn Fisher-Black (NZL)          |
| Clásica de Almería                             | 11. februar                | Olav Kooij (NED)               | Matteo Moschetti (ITA)       | Matteo Trentin (ITA)             |
| Vuelta a Andalucía Ruta Ciclista del Sol       | 16. februar                | Ingen samlet vinder            | Ingen samlet vinder          | Ingen samlet vinder              |
| Volta ao Algarve                               | 14.–18. februar            | Remco Evenepoel (BEL)          | Daniel Martínez (COL)        | Jan Tratnik (SLO)                |
| Faun-Ardèche Classic                           | 24. februar                | Juan Ayuso (ESP)               | Romain Grégoire (FRA)        | Mattias Skjelmose (DEN)          |
| Faun Drôme Classic                             | 25. februar                | Marc Hirschi (SUI)             | Juan Ayuso (ESP)             | Maxim Van Gils (BEL)             |
| Kuurne-Bruxelles-Kuurne                        | 25. februar                | Wout van Aert (BEL)            | Tim Wellens (BEL)            | Oier Lazkano (ESP)               |
| Trofeo Laigueglia                              | 28. februar                | Lenny Martinez (FRA)           | Andrea Vendrame (ITA)        | Juan Ayuso (ESP)                 |
| Danilith Nokere Koerse                         | 13. marts                  | Tim Merlier (BEL)              | Fabio Jakobsen (NED)         | Jasper Philipsen (BEL)           |
| Milano-Torino                                  | 13. marts                  | Alberto Bettiol (ITA)          | Jan Christen (SUI)           | Marc Hirschi (SUI)               |
| Grand Prix de Denain – Porte du Hainaut        | 14. marts                  | Jannik Steimle (GER)           | Ceriel Desal (BEL)           | Dries Van Gestel (BEL)           |
| Bredene Koksijde Classic                       | 15. marts                  | Luca Mozzato (ITA)             | Dylan Groenewegen (NED)      | Gerben Thijssen (BEL)            |
| Gran Premio Miguel Induráin                    | 30. marts                  | Brandon McNulty (USA)          | Maxim Van Gils (BEL)         | Oscar Onley (GBR)                |
| Scheldeprijs                                   | 3. april                   | Tim Merlier (BEL)              | Jasper Philipsen (BEL)       | Dylan Groenewegen (NED)          |
| De Brabantse Pijl – La Flèche Brabançonne      | 10. april                  | Benoît Cosnefroy (FRA)         | Dylan Teuns (BEL)            | Tim Wellens (BEL)                |
| Tour of the Alps                               | 15.–19. april              | Juan Pedro López (ESP)         | Ben O'Connor (AUS)           | Antonio Tiberi (ITA)             |
| Tyrkiet Rundt                                  | 21.–28. april              | Frank van den Broek (NED)      | Merhawi Kudus (ERI)          | Paul Double (GBR)                |
| Grand Prix du Morbihan                         | 4. maj                     | Benoît Cosnefroy (FRA)         | Axel Zingle (FRA)            | Arnaud De Lie (BEL)              |
| Tro Bro Leon                                   | 5. maj                     | Arnaud De Lie (BEL)            | Clément Venturini (FRA)      | Pierre Gautherat (FRA)           |
| Ungarn Rundt                                   | 8.–12. maj                 | Thibau Nys (BEL)               | Emanuel Buchmann (GER)       | Wout Poels (NED)                 |
| Fire dage ved Dunkerque                        | 14.–19. maj                | Sam Bennett (IRL)              | Paul Penhoët (FRA)           | Jenno Berckmoes (BEL)            |
| Tour of Norway                                 | 23.–26. maj                | Axel Laurance (FRA)            | Bart Lemmen (NED)            | Ådne Holter (NOR)                |
| Boucles de la Mayenne – Crédit Mutuel          | 23.–26. maj                | Alberto Bettiol (ITA)          | Benoît Cosnefroy (FRA)       | Axel Zingle (FRA)                |
| Circuit Franco-Belge                           | 29. maj                    | Biniam Girmay (ERI)            | Axel Zingle (FRA)            | Marc Hirschi (SUI)               |
| Brussels Cycling Classic                       | 2. juni                    | Jonas Abrahamsen (NOR)         | Biniam Girmay (ERI)          | Kaden Groves (AUS)               |
| Duracell Dwars door het Hageland               | 8. juni                    | Gianni Vermeersch (BEL)        | Jonas Abrahamsen (NOR)       | Hartthijs de Vries (NED)         |
| Slovenien Rundt                                | 12.–16. juni               | Giovanni Aleotti (ITA)         | Pello Bilbao (ESP)           | Giulio Pellizzari (ITA)          |
| Belgien Rundt                                  | 12.–16. juni               | Søren Wærenskjold (NOR)        | Mathias Vacek (CZE)          | Alex Aranburu (ESP)              |
| Tour of Qinghai Lake                           | 7.–14. juli                | Jefferson Alveiro Cepeda (ECU) | Guillermo Thomas Silva (URU) | Manuele Tarozzi (ITA)            |
| Ethias–Tour de Wallonie                        | 22.–26. juli               | Matteo Trentin (ITA)           | Corbin Strong (NZL)          | Alex Kirsch (LUX)                |
| Arctic Race of Norway                          | 4.–7. august               | Magnus Cort (DEN)              | Clément Champoussin (FRA)    | Kevin Vermaerke (USA)            |
| Vuelta a Burgos                                | 5.–9. august               | Sepp Kuss (USA)                | Max Poole (GBR)              | Finn Fisher-Black (NZL)          |
| PostNord Danmark Rundt                         | 14.–18. august             | Arnaud De Lie (BEL)            | Magnus Cort (DEN)            | Anders Foldager (DEN)            |
| Deutschland Tour                               | 21.–25. august             | Mads Pedersen (DEN)            | Danny van Poppel (NED)       | Tobias Halland Johannessen (NOR) |
| Maryland Cycling Classic                       | 1. september               | Aflyst                         | Aflyst                       | Aflyst                           |
| Tour of Britain                                | 1.–8. september            | Stephen Williams (GBR)         | Oscar Onley (GBR)            | Tom Donnenwirth (FRA)            |
| GP de Fourmies / La Voix du Nord               | 8. september               | Arvid de Kleijn (NED)          | Gerben Thijssen (BEL)        | Søren Wærenskjold (NOR)          |
| GP Industria & Artigianato                     | 8. september               | Marc Hirschi (SUI)             | Guillermo Thomas Silva (URU) | Diego Ulissi (ITA)               |
| Gran Premio città di Peccioli – Coppa Sabatini | 12. september              | Marc Hirschi (SUI)             | Gregor Mühlberger (AUT)      | Anders Foldager (DEN)            |
| Grand Prix de Wallonie                         | 18. september              |                                |                              |                                  |
| Luxembourg Rundt                               | 18.–22. september          |                                |                              |                                  |
| SUPER 8 Classic                                | 21. september              |                                |                              |                                  |
| Petronas Tour de Langkawi                      | 29. september – 6. oktober |                                |                              |                                  |
| Sparkassen Münsterland Giro                    | 3. oktober                 |                                |                              |                                  |
| Giro dell'Emilia                               | 5. oktober                 |                                |                              |                                  |
| Paris-Tours Elite                              | 6. oktober                 |                                |                              |                                  |
| Coppa Bernocchi – GP Banco BPM                 | 7. oktober                 |                                |                              |                                  |
| Tre Valli Varesine                             | 8. oktober                 |                                |                              |                                  |
| Gran Piemonte                                  | 10. oktober                |                                |                              |                                  |
| Tour of Taihu Lake                             | 10.–13. oktober            |                                |                              |                                  |
| Giro del Veneto                                | 16. oktober                |                                |                              |                                  |
| Veneto Classic                                 | 20. oktober                |                                |                              |                                  |
| Japan Cup Cycle Road Race                      | 20. oktober                |                                |                              |                                  |